# 魯達-克列希夫西卡
50°4′20″N 23°48′45″E / 50.07222°N 23.81250°E
魯達-克列希夫西卡（烏克蘭語：Руда-Крехівська），是烏克蘭西部的村莊，隸屬利維夫州的利維夫區。該村面積0.75平方公里，2001年人口274，人口密度每平方公里365.33人。